# کبک‌های جنگلی
کبک‌های جنگلی (نام علمی: Xenoperdix) کبک‌هایی هستند که تنها در سال ۱۹۹۴ توصیف شدند، دربردارنده دو گونه از کبک‌های آفریقا است که به کبک‌های تپه جنوب شرق آسیا نزدیک هستند.
هر دو گونه دارای نوارهای پررنگ و نوک سرخ‌رنگ هستند که در جنگل‌های اودزونگوا و روبهو در تانزانیا یافت شدند در حالی‌که در گذشته تنها با یک گونه اودزونگوا تک‌سنخی پنداشته می‌شد. جمعیت روبهو پس از بازبینی ویژگی‌های مولکولی و ریخت‌شناسی به عنوان گونه جداگانه‌ای شناخته شد.

## گونه‌ها
- کبک جنگلی روبهو، Xenoperdix obscuratus
- کبک جنگلی اودزونگوا، Xenoperdix udzungwensis